# Galerie Benedikta Rejta
Galerie Benedikta Rejta je muzeum umění zaměřené na české i zahraniční umění druhé poloviny 20. století, zejména na geometrickou abstrakci a konstruktivistické tendence. Ke konci roku 2017 bylo ve sbírkách přes 18 000 děl, z toho kolem 3 000 kreseb a 6 500 grafik. Galerie sídlí v moderně přestavěné budově bývalého městského pivovaru v Lounech, Pivovarská 29–34. Zřizovatelem galerie je Ústecký kraj.

## Historie
Vzniku galerie předcházelo vzájemné setkávání aktérů již v době války a zejména bohatý rozvoj kulturního života v Lounech od počátku 60. let. Na něm se podílel pedagog Václav Šlajcher, historik umění Josef Hlaváček (zakladatel Lidové univerzity umění a Klubu přátel umění, od roku 1965 ředitel Kulturní správy ONV), ředitel Okresního muzea sochař Josef Šimůnek, místní výtvarníci Kamil Linhart, Vladislav Mirvald, Zdeněk Sýkora, básník Emil Juliš i Kulturní měsíčník Louny, který roku 1960 založil Jan Suchý. Důležitou úlohu sehrál Svatoslav Hejzl (předseda MNV, později tajemník ONV), okresní archivář Bořivoj Lůžek a vedoucí lounské knihovny Jiří Jedlička, který navázal na působení svého předchůdce Jaroslava Janíka.
Regionální Galerie Benedikta Rejta vznikla roku 1966 jako kulturní zařízení a příspěvková organizace ONV v Lounech, s působností v okresech Louny, Most, Chomutov a části Teplicka, vyčleněním galerijního oddělení z Okresního vlastivědného muzea. Formálním důvodem, podporujícím vznik samostatné galerie mimo původně schválenou síť regionálních galerií, byla i potřeba uskutečnit převod Pamětní síně Emila Filly na Peruci ze správy galerie v Litoměřicích. Zároveň dostala galerie pověření spravovat obrazy Oskara Brázdy na zámku Líčkově. Vedoucím galerijního oddělení byl o rok dříve jmenován historik umění Jan Sekera, který se tak stal prvním ředitelem galerie. Galerie Benedikta Rejta byla jednou z posledních institucí podobného charakteru, které vznikly před rokem 1989. Nevlastnila žádná umělecká díla získaná převodem nebo z konfiskací a její sbírka byla budována až od poloviny 60. let.
Jan Sekera orientoval výstavní činnost i akvizice na české výtvarné umění 20. století a vybudoval instituci s nadregionálním významem. V roce 1969 Sekera Louny načas opustil, aby absolvoval dvouletou stáž ve Filosofickém ústavu Československé akademie věd. V letech 1969–1971 jej zastupovala Hana Benešová a jeho žena, Daniela Maršálková, která jako inspektorka Odboru kultury ONV v Lounech velmi pravděpodobně napomáhala také akviziční činnosti, a to nejen krytím ideologicky sporných nákupů, ale i finanční podporou. Během 70. a 80. let se počet maleb a plastik zvýšil o několik set přírůstků, mimo jiné díky tomu, že galerie nakupovala některá díla „pro ošálení nadřízených orgánů jako "užité umění" za podpory předsedy nákupní komise Josefa Brože“. Vzhledem k osobní vazbě aktérů představovala spolupráce Galerie Benedikta Rejta s Odborem kultury ONV v Lounech, který jí poskytoval institucionální záštitu i poměrně štědré finanční prostředky na nákupy, naprostou výjimku ve fungování oblastních galerií za normalizace.
Jan Sekera vybudoval unikátní sbírku umění oceňovanou odbornou veřejností, která však nemohla být v době komunistického režimu v úplnosti vystavena. Zároveň se mu podařilo vytvořit kvalitní odborné zázemí galerijní knihovny, do které pořídil zahraniční publikace, které v té době nebyly dostupné ani v centru. Po celou dobu svého působení a zejména v 80. letech byl pod stálým tlakem ze strany nadřízených orgánů a nakonec roku 1987 rezignoval a odešel do Prahy, kde pak působil po roce 1989 jako ředitel Českého muzea výtvarných umění. Mezi lety 1988 a 2019 řídila galerii historička umění Alica Štefančíková. Galerie byla převážnou část období mezi lety 2009-17 uzavřena a pořádala minimum akcí, což se setkalo s kritikou vedení města.
Od roku 2019 galerii vede  Kateřina Melenová.

## Výstavní prostory

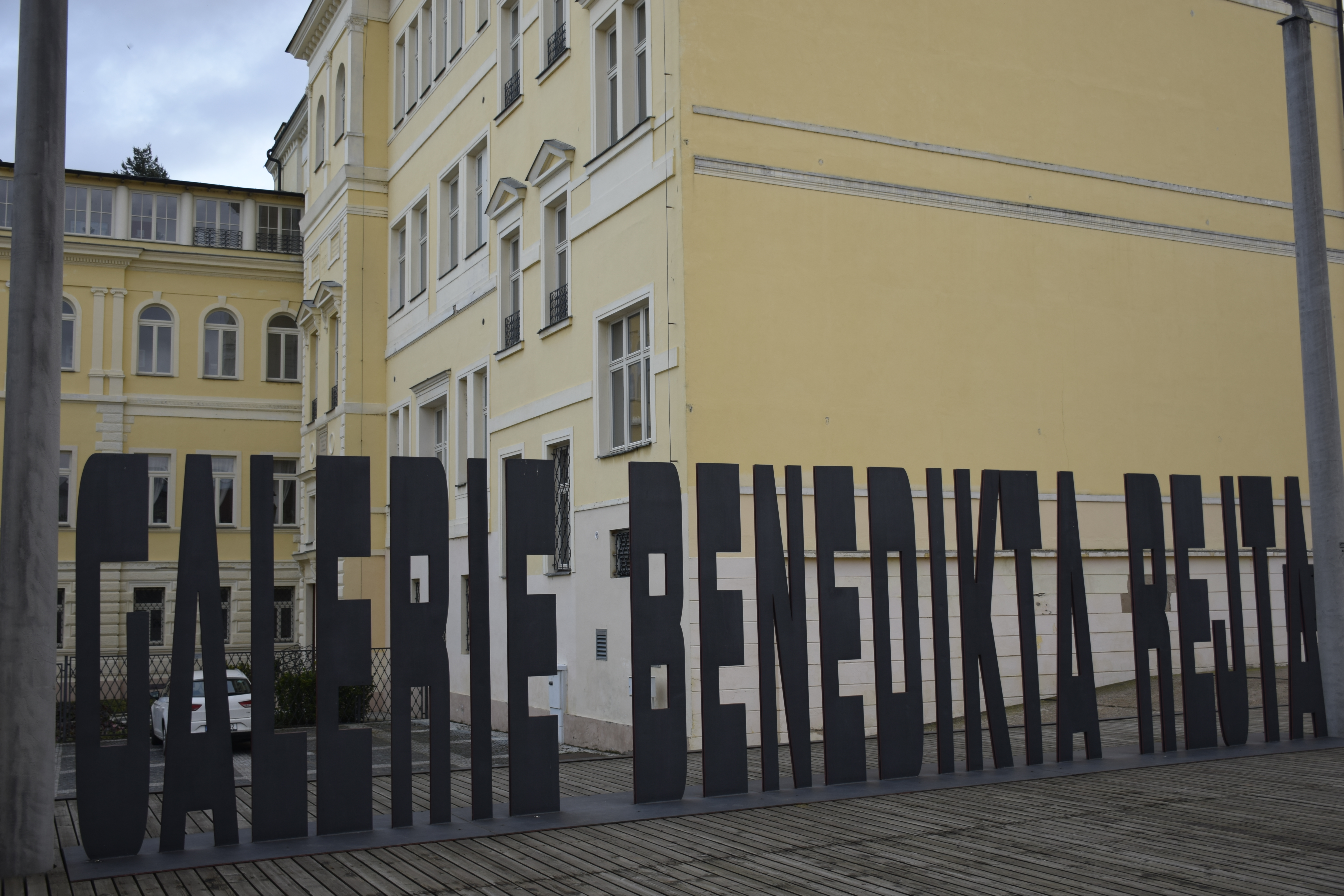
Nápis u vstupu do Galerie

Výstavní činnost zahájila galerie v květnu 1964 v bývalém obchodu s nábytkem U Krakešů, v Thälmannově ulici, čp. 189, který spravovalo a pro účely galerie uvolnilo Okresní muzeum. V budově tehdy byly dva menší výstavní sály, depozitář a později také kancelář vedoucího galerijního oddělení. Galerie dům využívala do roku 1973. Poté do roku 1980 pořádala výstavy v Malém sále Fučíkova divadla a od roku 1977 ve výstavní síni Luna, přináležející k Okresní knihovně v Lounech, na nově zbudovaném sídlišti Louny – Západ. Od roku 1980 až do roku 1991 využívala Malou výstavní síň na Mírovém náměstí vedle Korunní uličky, kterou pro tyto účely uvolnila Okresní knihovna v Lounech. Nejrozsáhlejší činnost lounské galerie se týkala putovních výstav – kromě Lounska i na dalších místech v okresu Most, Chomutov a částečně i Teplice. Výstavy se konaly v divadlech, knihovnách, závodech a závodních klubech, osvětových besedách a agitačních střediscích.
V letech 1967-1971 měl být pro potřeby galerie zrekonstruován bývalý městský pivovar ale stavební práce pokračovaly jen zvolna a trvaly do roku 1989. Galerie pro své potřeby jako dočasné depozitáře nebo zázemí využívala postupně kostel U Matky boží a kostel Sv. Petra, objekt v Žižkově ulici přiléhající k hradbám, Havránkův statek, zámek Líčkov. V letech 1980-1985 byly rekonstruovány objekty v Pivovarské ulici čp. 28 a 29, které galerie využívá do současnosti.
Alica Štefančíková po svém nástupu do funkce ředitelky zadala roku 1992 novou studii rekonstrukce pivovaru. Do současné podoby byl objekt přestavěn podle projektu architekta Emila Přikryla v letech 1993–1996. Z původních venkovních přístaveb ponechal jen jedno křídlo a ve vnitřních prostorech, kde kromě vestavby výtahové šachty ponechal většinu původních stavebních prvků, se snažil "zvýraznit skrytou logiku architektury stavitelů pivovaru". Toto dílo je považováno za nejvýznamnější českou architekturu 90. let. a bylo nominováno na Evropskou cenu za architekturu Miese van der Rohe. Podle Josefa Hlaváčka je sama architektura natolik působivá, že svým účinkem potlačuje vystavená díla.
Vlastní galerijní prostory byly kvůli změnám v projektu i nedostatku financí otevřeny až roku 1998. Při zahájení činnosti galerie byl v nových prostorách vystaven v minimalistické expozici pouze zlomek bohaté sbírky – méně než 50 děl. Respekt k architektuře, která sama určuje způsob výkladu uměleckých děl, vyvolal odbornou polemiku.
Po necelých deseti letech provozu galerie musely být z důvodu narušení statiky a špatného stavu střech i sítí vystěhovány depozitáře v budovách čp 29. a 30 a v listopadu 2009 byla uzavřena i stálá expozice v čp. 34 kvůli sérii havárií způsobených jednak neodbornými stavebními aktivitami na sousedních parcelách, jednak špatným stavem veřejných vodovodních a kanalizačních sítí. Výstavy v omezeném rozsahu probíhaly do roku 2014, kdy došlo k poruše inženýrských sítí a celý objekt musel být uzavřen. V roce 2018 byla otevřena další část objektu stálou expozicí avantgardních uměleckých směrů první poloviny 20. st. V roce 2019 byla připravena k otevření další část stálé expozice, která bude zpřístupněna po odstranění vnějšího zatékání ze sousední parcely.
Galerie neměla po téměř třicet let stálou expozici svých sbírek a představovala je pouze formou výstav.

### Pamětní síň Emila Filly v Peruci
Roku 1966 byla do Galerie Benedikta Rejta převedena z Litoměřické galerie pozůstalost Emila Filly, ve které je soubor Fillových obrazů i jeho soukromá sbírka uměleckých děl. Na zámku v Peruci, kde Filla pobýval od návratu z koncentračního tábora do smrti (1953), byla v souladu s podmínkami Fillovy závěti roku 1958 otevřena Pamětní síň Emila Filly. Galerie sbírku Fillova díla doplňovala a v letech 1974–1979 provedla rozsáhlé stavební a technické úpravy narušeného objektu a restaurovala většinu vystavených děl. Roku 1980 přeinstalovala expozici tak, aby dokumentovala vývoj celé umělcovy tvorby. Instalaci provedl arch. Karel Kouba.
Po neúspěšném pokusu o krádež Fillových obrazů byla Pamětní síň od počátku 90. let do roku 1999 uzavřena. Po znovuotevření fungovala do roku 2011, kdy byly ze zámku ukradeny čtyři obrazy a Pamětní síň musela být opět uzavřena. Přestože pachatelé krádeže byli již po měsíci od krádeže dopadeni a obrazy navráceny do depozitáře Galerie Benedikta Rejta, znovuotevření expozice na zámku bylo odloženo do roku 2018 a je dosud uzavřena. Díla z Pamětní síně byla roku 2017 přechodně instalována ve výstavních prostorách Galerie Benedikta Rejta v Lounech. O prostory pamětní síně probíhá od roku 2020 soudní spor s majitelkou zámku. V roce 2021 rozhodl soud nepravomocně ve prospěch galerie

## Sbírky
Jan Sekera s ohledem na specifické výtvarné prostředí Loun a s vědomím, že galerie vzniká „na zelené louce“, bez staršího sbírkového fondu a s omezenými financemi, neuvažoval o muzeu umění, které by mapovalo celou oblast českého moderního umění a rozhodl se pro jasně vyhraněný profil sbírky. Jádrem měly být zejména racionální a neromantické projevy malířství. V první polovině 60. let se na výtvarné scéně začaly výrazněji projevovat neokonstruktivistické (objektivní) tendence – geometrická abstrakce, konkrétní umění, op-art, kinetické umění, které většina ostatních galerií sledovala jen okrajově. Sekera byl přesvědčen, že se jedná o výraznou složku současného umění, která má svou platnost jak v tradičním chápání umění, tak v jejím uplatnění v tvorbě prostředí v němž se lidé pohybují. Významnou součást sbírek tvoří soubor české i evropské grafiky, plány a modely architektury a soubor užitého umění.
Jádro sbírky tvoří malba lounských malířů (Zdeněk Sýkora, Vladislav Mirvald, Kamil Linhart, Václav Jíra, Vladimír Novák), dále soubor děl Zdeňka Rykra, Čestmíra Kafky, Milana Grygara, Jiřího Koláře, Běly Kolářové, Otakara Slavíka, Olgy Karlíkové, Václava Boštíka, Adrieny Šimotové, Mikuláše Medka, Čestmíra Janoška, Antonína Málka, Zbyška Siona, Rudolfa Němce, Jiřího Sopka, Eduarda Ovčáčka, Jiřího Načeradského, Pavla Nešlehy, Květy a Jitky Válové, sochařské reliéfy Huga Demartiniho, Jiřího Hilmara, sochy a objekty Aleše Veselého, Zbyňka Sekala, Jana Koblasy, Josefa Šimůnka, Václava Jíry, Stanislava Kolíbala, Karla Nepraše, Jana Hendrycha, Zdeňka Pešánka, Milana Dobeše a soubor koláží Jiřího Koláře (darovaný při vzniku galerie).
V kolekci jsou jednotlivá cenná malířská díla Jindřicha Pruchy, Antonína Hudečka, Antonína Slavíčka, Jana Preislera, Václava Špály, Rudolfa Kremličky, Alfréda Justitze, Otakara Kubína, Františka Foltýna, Jana Slavíčka či Jana Zrzavého.
Sbírka kresby je budována nepřetržitě od vzniku galerie v roce 1966. Obsahuje pozůstalost Emila Filly a velké soubory kreseb Kamila Linharta (dar několika set kreseb roku 2017), Jana Křížka a Jiřího Tomana. Významné kolekce kreseb pocházejí od autorů jako František Muzika, Adolf Hoffmeister, Jan Konůpek, Josef Wagner, Josef Váchal, Vladimír Boudník, Zbyšek Sion, Jitka Svobodová, Michal Ranný, Vladimír Janoušek, Ladislav Novák, Vladimír Kokolia, Svatopluk Máchal. Konstruktivistickou část sbírky představují díla Čestmíra Kafky, Karla Malicha, Václava Ciglera, Milana Grygara, Dalibora Chatrného a Václava Boštíka.
Sbírka grafiky, která vzniká od roku 1966 a je průběžně doplňována akvizicemi souvisejícími s výstavním programem galerie, čítala k roku 2007 kolem 6 500 položek a obsahovala výtvarnou produkci celého 20. století. Nejúplnější a největší soubor představují grafiky Františka Tichého, většími kolekcemi je zastoupen Emil Filla, Max Švabinský,, Josef Váchal, Josef Istler, František Kobliha, Jan Konůpek, Cyril Bouda, Josef Čapek, Jan Křížek, Jiří Toman, Josef Šimůnek, Bohuslav Reynek, Vojtěch Preissig, Pravoslav Kotík, František Gross, Jiří Anderle, Jiří Sozanský, Vladimír Silovský, Zdeněk Seydl, Květa Pacovská, aj. z výtvarníků 60. let Vladimír Boudník a Jiří Balcar. V konstruktivistickém souboru je zastoupena grafická tvorba Karla Malicha, Vladislava Mirvalda, Jana Kubíčka, Radka Kratiny a Dalibora Chatrného.
Galerie nakoupila také díla evropského abstraktního umění, např. soubor děl Victora Vasarely, K.H. Adlera, V Kolejčuka, Lva Nusberga, Josefa Alberse, Hanse Arpa nebo Aloise Bílka. Jako dar získala dílo přední představitelky op-artu Bridget Riley. Ve sbírce užitého umění jsou díla významných představitelů ruské revoluční avantgardy a absolventů umělecké školy VCHUTEMAS (N.M. Suetin, Kazimir Malevič, Vasilij Kandinskij, Ilja Čašnik, ad.)

### Publikace
Přehled publikací vydaných Galerií Benedikta Rejta – podrobně viz abART: Galerie Benedikta Rejta: vydavatel